# 2003年世界短道速滑团体锦标赛
2003年世界短道速滑团体锦标赛于2003年3月15日-2003年3月16日在保加利亚索菲亚举行。世界短道速滑团体锦标赛由国际滑冰联盟主办，该组织还举办速度滑冰和花样滑冰世界杯和锦标赛。
根据短道速滑世界杯的成绩，排名前八的队伍能够自动获得参赛资格，分为两个半区，每个半区四支队伍。每个队伍有四名选手参加500米和1000米，两名选手参加3000米，还有女子3000米接力和男子5000米接力。单项比赛的前四名分别获得5、3、2、1分；接力比赛的前四名分别获得10、6、4、2分；若是犯规，赋予0分。
每个半区排名第一的队伍进入决赛，排名第四的队伍被淘汰；剩余四队进入复赛，前两名进入决赛，后面两名被淘汰；而决赛又在四组队伍中比拼，决定最终排名。

## 比赛结果
| 项目 | 金牌                                                                                          | 银牌                                          | 铜牌                                                                                   |
| 男子 | 加拿大 · 若纳唐·吉尔梅特 · 让-弗朗索瓦·莫内特 · 埃里克·贝达尔 · 杰夫·舒尔腾 · 马蒂厄·蒂尔科特 | · 安贤洙 · 李承宰 · 吴世种 · 宋锡雨 · 吕俊亨  | 中国 · 李野 · 郭伟 · 李佳军 · 隋宝库 · 李蒿楠                                          |
| 女子 | · 金玟廷 · 崔恩景 · 高基铉 · 赵海利 · 金敏智                                                  | 中国 · 王濛 · 付天余 · 王春露 · 楊揚 · 刘晓颖 | 義大利 · 埃维琳娜·罗迪加里 · 卡蒂娅·齐尼 · 玛拉·齐尼 · 卡蒂亚·博雷洛 · 玛尔塔·卡普尔索 |

## 积分排名

### 男子
| 排名 | 国家     | 分数       |
| ---- | -------- | ---------- |
| 金牌 | 加拿大   | 42         |
| 銀牌 |          | 36         |
| 銅牌 | 中国     | 22         |
| 4    | 義大利   | 16         |
| 5    | 日本     | 复活赛淘汰 |
| 6    | 美国     | 复活赛淘汰 |
| 7    | 保加利亚 | 资格赛淘汰 |
| 8    | 英国     | 资格赛淘汰 |

### 女子
| 排名 | 国家     | 分数       |
| ---- | -------- | ---------- |
| 金牌 |          | 44         |
| 銀牌 | 中国     | 31         |
| 銅牌 | 義大利   | 22         |
| 4    | 加拿大   | 21         |
| 5    | 保加利亚 | 复活赛淘汰 |
| 6    | 美国     | 复活赛淘汰 |
| 7    | 荷蘭     | 资格赛淘汰 |
| 8    | 俄羅斯   | 资格赛淘汰 |

## 另请参阅
- 2002年至2003年短道速滑世界杯
- 2003年欧洲短道速滑锦标赛
- 2003年世界短道速滑锦标赛